# Jillian (I'd Give My Heart)
«Jillian (I'd Give My Heart)» es un sencillo de la banda de Metal gótico Within Temptation. Este sencillo es promocional del DVD en directo The Silent Force Tour, (al igual que Never-Ending Story fue para el Mother Earth Tour), es decir, no cuenta como sencillo oficial, pero se distribuyó en algunas radios para promocionar dicho DVD.

## Canciones
1. "Jillian (I'd Give My Heart) (Radio edit)" - 3:56

## Video
El tema tiene un video promocional que recopila imágenes del DVD The Silent Force Tour: imágenes en directo del concierto en Java Island intercalando imágenes de backstage del tour.
- Datos: Q1617850